# شوگو
شوگو (به ژاپنی: 守護 Shugo) یک منصب ژاپنی است که معمولاً به عنوان «فرماندار»، ترجمه می‌شود. شوگو یکی از مقام‌های خاص در دوران فئودالی ژاپن بود. شوگوها توسط شوگون‌ها برای نظارت بر یک یا چند استان در ژاپن منصوب می‌شدند. موقعیت آنان راه را برای ظهور دایمیو (اربابان فئودالی) در اواخر قرن پانزدهم فراهم کرد. شوگوها با ضعیف شدن قدرت شوگون‌ها به جای خدمت یا نمایندگی آنان شروع به ادعا بر زمین‌های تحت فرماندهی خود کردند. این منصب توسط میناموتو نو یوریتومو (نخستین شوگون از شوگون‌سالاری کاماکورا) در سال ۱۱۸۵ میلادی به وجود آمد. با گذشت زمان، قدرت برخی از شوگوها، به‌طور قابل توجهی افزایش یافت. در زمان شورش اونین (۱۴۶۷–۱۴۷۷)، تضاد بین شوگوها متداول شد. برخی از آنان قدرت خود را از دست دادند و جای خودشان را به زیردستان خود شوگُودای‌ها دادند، در حالی که برخی دیگر کنترل خود را بر سرزمین‌های تحت فرماندهی تقویت کردند. در نتیجه، در پایان قرن ۱۵ میلادی و آغاز دوره سنگوکو، قدرت در کشور در بین اربابان فئودالی از انواع مختلف ( شوگو،  شوگُودای، و غیره)، تقسیم شده بود که این عنوان‌ها بعداً جای خود را به دایمیو داد.

## خاندان‌های مشهور شوگو و دایمیو در دوره موروماچی
در زیر فهرستی از برخی از خاندان‌های بزرگ شوگو و دایمیو است که در در طول دوره موروماچی به وجود آمدند، و همچنین مناطق که آن‌ها بر آن حکومت می‌کردند.
- خاندان هوسوکاوا - ولایت ایزومی، ولایت ستسو، ولایت تانبا، ولایت بیچو، ولایت آواجی، ولایت آوا، ولایت سانوکی، ولایت ایو، و ولایت توسا
- خاندان تاکدا - ولایت کای
- خاندان اوتومو - ولایت بونگو
- خاندان توکی - ولایت مینو
- خاندان روککاکو - ولایت اومی
- خاندان اوگاساوارا - ولایت شینانو